# Fondali notturni
Fondali notturni è un film italiano del 2000, diretto da Nino Russo.

## Trama
In una piccola piazzetta napoletana, di notte, Vincenza edicolante e Peppino venditore di sigarette di contrabbando, ricordano i tempi passati, il loro colloquio  è interrotto in maniera surreale dalle voci di Vittorio De Sica, Eduardo De Filippo, Paolo Stoppa e altri. A un certo punto irrompono tre teatranti, alcuni musicisti e una cantante tutti in cerca di un posto dove esibirsi, decidono quindi di utilizzare un vecchio palco abbandonato e invitano a salirvi anche Vincenza e Peppino, i protagonisti assisteranno tutti insieme al levarsi del sole sul Golfo di Napoli.